# ميغيل هنريكي أوتيرو
ميغيل هنريكي أوتيرو (بالإسبانية: Miguel Henrique Otero)‏ هو صحفي وسياسي فنزويلي، ولد في 1947. انتخب عضو مجلس نواب فنزويلا.